# 1642 Хілл
1642 Хілл (1642 Hill) — астероїд головного поясу, відкритий 4 вересня 1951 року.
Тіссеранів параметр щодо Юпітера — 3,315.